# 巴巴尔·阿万
查希尔丁·巴巴尔·阿万 (1958年1月27日—)，是一名巴基斯坦政治家、高级律师、作家、分析家、专栏作家和左翼活動家，曾在2020年4月至2022年4月10日担任总理议会事务顾问，在此之前担任前总理优素福·拉扎·吉拉尼内阁的聯邦司法部部長。2012年至2017年，他还担任旁遮普省的初级参议员。
他经常撰写和发表关于巴基斯坦社会主义哲学的文章。他在主要的乌尔都语报纸上广泛撰写政治专栏，支持社会民主和社会正义。